# Vita, passio et miracula beati Engelberti Coloniensis archiepiscopi
Die Vita, passio et miracula beati Engelberti Coloniensis archiepiscopi (deutsch: Leben, Leiden und Wunder des Heiligen Engelbert, des Erzbischofs von Köln, kurz auch Engelbert-Vita genannt) ist die durch Caesarius von Heisterbach verfasste Lebensgeschichte des Kölner Erzbischofs Engelbert I. von Köln. Das Werk, das dazu diente, die Heiligsprechung Engelberts vorzubereiten, gilt als wichtigste Quelle für die Biographie des 1225 getöteten Erzbischofs.

## Entstehung
Die Lebensgeschichte des Erzbischofs Engelbert entstand nach dessen gewaltsamen Tod im Jahr 1225. Im Streit um Vogteirechte und Territorien hatten sich westfälische Adlige gegen Engelbert verschworen und ihn in einem Hohlweg bei Gevelsberg überfallen. Es gilt heute als ungeklärt, ob die Verschwörung Engelberts Tod beabsichtigte oder ihn lediglich gefangensetzen wollte, um ihn nach damals geltendem Fehderecht zum Einlenken zu zwingen. Als angeblicher Rädelsführer der Verschwörung wurde Friedrich von Isenberg zum Tode verurteilt und in Köln auf das Rad geflochten.

### Urvita
Engelberts Nachfolger als Erzbischof von Köln, Heinrich von Molenark, gab Caesarius den Auftrag, Engelberts Lebensgeschichte niederzuschreiben. Nach J. Greven hatte Caesarius zu diesem Zeitpunkt bereits aus eigenem Antrieb mit dieser Arbeit begonnen. Greven glaubt, dass Caesarius aus Empörung und Mitgefühl den Entschluss fasste, dem Getöteten ein literarisches Denkmal zu setzen. Er entwarf zunächst eine Lebensgeschichte Engelberts in zwei Büchern, die sogenannte Urvita. Diese sollte das vierte und fünfte Buch der zweiten Exemplasammlung bilden.
Letzteres ergibt sich aus einer Passage am Ende des Prologs zu den Libri miraculorum:

„Ich füge an Stelle des vierten und fünften Buchs die Passion und die Wunder des Herrn Erzbischofs Engelbert von Köln ein, der ermordet wurde, während ich dies schrieb. Den Namen des Autors geben die Initialen der Bücher klar zu erkennen, wenn man sie miteinander verbindet.“

In der erhaltenen (zweiten) Fassung beginnen das erste und dritte Buch tatsächlich mit „A“ und „R“, also dem vierten und fünften Buchstaben des Namens Caesarius.
W. Levinson hingegen glaubt nicht an die Existenz einer solchen Urvita. Vielmehr habe Caesarius von Heisterbach erst mit der Arbeit an der Engelbert-Vita begonnen, als er von Heinrich von Molenark, dem Nachfolger Engelberts als Erzbischof von Köln, dazu beauftragt worden sei.
Levinson führt dazu aus, der Prolog der Libri miraculorum sei erst im Jahre 1227 geschrieben worden, nachdem also Caesarius die Libri fertiggestellt hatte. Wenn dort stehe, Engelbert sei ermordet worden me ista scribente, bedeute dies lediglich während ich an diesem Werk schrieb. Somit sei das, was Caesarius in die Libri eingefügt habe, die fertige Engelbertvita in der erhalten gebliebenen Form. Zwar nenne Caesarius nur zwei Bücher, passio und miracula, dies gehe aber darauf zurück, dass das erste und zweite Buch ursprünglich gemeinsam das erste gebildet hätten. Die Einteilung in drei Bücher sei nachträglich erfolgt. Dafür soll sprechen, dass in der Handschriftenklasse 1 von distinctio I., II. die Rede sei, während sich die Bezeichnung miracula als drittes Buch nur in der interpolierten Handschriftenklasse 2 finde.
Karl Langosch hält dies für nicht überzeugend. So spricht Caesarius in Buch II Kap. 11 selbst von drei Teilen. Es handelt sich um eine Stelle des Buches, von der auch Levinson annehmen muss, sie sei von Anfang an darin enthalten gewesen. Ferner sei auch nicht anzunehmen, Caesarius habe das erste und zweite Buch ursprünglich als distinctiones bezeichnet und als Liber I. zusammengefasst. Vielmehr nenne er die Bücher in den Libri micarculorum die Libri, die des Dialogus miraculorum die distinctiones, die er wegen ihres Umfangs zu je sechs in zwei codices verteilt habe. Im Schriftenverzeichnis sei von libri die Rede, so dass distinction vermutlich das Gleiche meine wie liber. Langosch weist außerdem darauf hin, dass die Handschriften der ersten Klasse den Prolog inklusive der Überschrift des dritten Buches auslassen. Daraus könne man schließen, dass es in der ersten Klasse distinctio tertia hieß. Entsprechend heiße die Überschrift des ersten Buches in der Handschriftenklasse I. Liber I. de vita et actibus.... Hier stehe nichts von der passio, die sie mitumfassen müsste. Schlussendlich sei die Deutung der Prologstelle in den Libri miraculorum, dass Caesarius die fertige Vita einfügte, weder zwingend noch plausibler als Grevens Annahme der Existenz einer Urvita.
Auch Langosch geht allerdings davon aus, dass das erste Buch, dessen Inhalt nur dann als Passion beschrieben werden kann, wenn man auch das zweite Buch hinzunimmt, später zu zwei Büchern erweitert wurde. Langosch erkennt zwei Schreibstile, den der ersten Fassung und den der überlieferten Fassung. Vor allem im sechzehnten Kapitel des zweiten Buches stelle Caesarius das Martyrium des Erzbischofs so tendenziös dar, dass dies der zweiten Fassung zuzuschreiben sei. Denn erst durch den Auftrag Heinrich von Mollenarks sei die Absicht hinzugetreten, das Werk zur Vorbereitung von Engelberts Heiligsprechung zu verwenden. Der Schluss des Kapitels hingegen sehe aus, als habe er vorher ein anderes Buch abgeschlossen., nämlich das erste der Passion in der Urvita. Auffällig sei auch die am Ende des siebzehnten Kapitels stehende Doxologie, weil bereits das sechzehnte Kapitel damit ende. Zudem sehe die Erzählung im elften Kapitel des zweiten Buches davon, wie der Erzbischof Caesarius mit der Abfassung der Vita beauftragt habe, wie ein späterer Einschub aus, der vom Autor selbst als Abschweifung charakterisiert werde und den sonst herrschenden chronologischen Ablauf zerreiße.
Als die Nachricht von Engelberts Tod in Heisterbach eintraf, schrieb Caesarius gerade an den 64 Sonntagshomilien. In der 43. gibt er seinen Gefühlen Ausdruck:

„Während wir dies niederschrieben, vermehrt den Stoff, den wir behandeln, der ach so beklagenswerte Tod unseres Erzbischofs Engelbert, denn er fiel unter die Mörder, und sie waren fürwahr grausamer als alle Mörder zusammen, standen noch dazu ihm blutsmäßig nahe und waren ihm durch zahlreiche Wohltaten verpflichtet; von dene wurde er unversehens, auf hinterlistige Art und ohne alles Erbarmen umgebracht...“

### Auftrag durch Heinrich von Molenark
Am Tag seiner Bischofsweihe, also am 20. September 1226, gab Engelberts Nachfolger als Kölner Erzbischof, Heinrich von Molenark, Caesarius den Auftrag, die Taten und Wunder Engelberts für die Nachwelt aufzuzeichnen. Caesarius beschreibt dies im Widmungsbrief und im elften Kapitel des zweiten Buches. Heinrich wies den Prior des Heisterbacher Klosters an, Caesarius nötigenfalls zur Durchführung dieses Auftrags zu zwingen.
Caesarius nahm dies zum Anlass, die Urvita aus den Exempla auszukoppeln und eine eigenständige Schrift daraus zu machen. Zugleich richtete er die drei Bücher auf das Ziel aus, den Nachweis zu erbringen, Engelbert sei einem vorsätzlichen Mord zum Opfer gefallen und dadurch zum Märtyrer der Kirche geworden, der es verdiene, heiliggesprochen zu werden. Wie Thomas Becket in England solle Engelbert in Deutschland als Nationalheiliger verehrt werden.